# Вади-Хаммамат
Вади-Хаммамат (араб. طريق وادي الحمامات‎) — русло (вади) высохшей в древности реки. Через Хаммамат проходит кратчайший путь, связывавший район Фив с Красным морем. В период расцвета Древнего Египта через это ущелье проходили караваны с золотом, медью, оловом и камнем, добывавшимся в окрестностях Вади-Хаммамата. Соединяясь с руслом Вади-эль-Мувейх-эль-Атшан образует русло Вади-Род-Айид.
Это место наибольшего во всём Египте количества наскальных надписей и рисунков. Их делали участники экспедиций, останавливавшихся в долине на пути к Красному морю, рабочие, добывавшие в Вади-Хаммамате тёмную зеленоватую брекчию или золото в соседней долине Вади-Фавахир. Всего в долине около 2300 надписей и рисунков. Практически все надписи находятся на южном склоне ущелья Хаммамат.

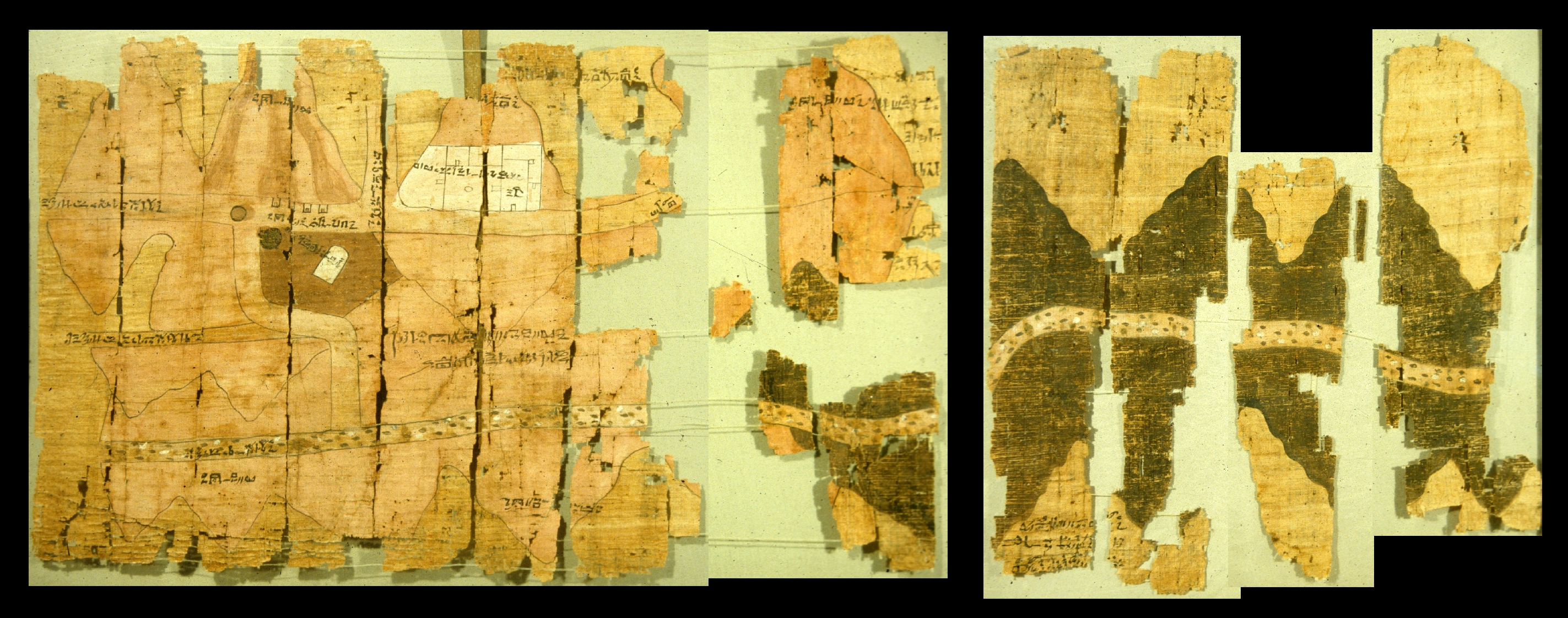
Туринская папирусная карта — созданная свыше 3000 лет тому назад карта Вади-Хаммамат

Одна из самых ранних надписей в ущелье Хаммамат рассказывает об экспедиции, организованной фараоном Пепи I (2321—2287 годы до н. э.), чтобы добыть ценный камень для украшения его пирамиды в Саккаре. В надписи перечислены имена архитектора, бригадиров, скульпторов, писцов, казначеев и капитанов судов, участвовавших в экспедиции.